# 李一清
李一清（1908年—1996年3月28日），原名浴源，男，山西昔阳人，中华人民共和国政治人物，曾任中华人民共和国邮电部党组副书记、第一副部长，第六届全国人大代表，常委会委员。

## 生平
1927年在太原进山中学参加革命。1930年考入清华大学经济系。1935年毕业，加入中共。
1937年4月任山西新军国民军兵官教导五团五团政治主任。1938年2月创建晋东游击队并任司令。1940年任山西省第三区行政督察专员公署副专员兼山西省第三行政公署保安司令部副司令。1942年任太行军政委员会委员、晋冀鲁豫边区政府民政厅厅长兼公安总局局长、建设厅厅长。
1946年12月任晋冀鲁豫边区政府太行行署主任。1948年6月任豫西行署主任。1948年10月23日郑州市军事管制委员会委员。1949年3月6日，中原临时人民政府在河南开封成立，辖河南、湖北、湖南、江西、广东、广西6省及武汉、广州2市，邓子恢任主席，副主席吴芝圃、李一清。
1950年2月5日，撤销中原临时人民政府，任中南军政委员会委员兼财经委副主任。1952年任中南局财委副主任。1954年11月武钢成立后，首任总经理兼党委书记。1960年任中南局书记处候补书记、中南局计划委员会主任。后任中南局书记处书记。
1967年在湖北省委遭揪斗。
1978年10月至1982年4月任邮电部党组副书记、第一副部长。
中共八大代表。1986年4月12日第六届全国人大第四次会议补充任命李一清、廖承志等为全国人大常委。